# 135-я стрелковая дивизия (2-го формирования)
135-я стрелковая дивизия — воинское соединение Вооружённых сил СССР, принимавшее участие в Великой Отечественной войне.

## История
Формирование дивизии начато в городе Слободском Кировской области в декабре 1941 года на основе Директивы НКО 3211 от 28.11.1941 как 401-й стрелковой дивизии. Вскоре формирование было перенесено в Коломну. Комплектование личным составом осуществлялось в основном из призывников Московской, Ивановской, Ярославской области, Чувашской республики. Распоряжением Заместителя Наркома обороны Е. А. Щаденко от 05.01.1942 дивизия была переименована в 135-ю стрелковую дивизию, приказ округа о переименовании дивизии вышел 07.01.1942 (Историческая справка 135-й стрелковой дивизии 2-го формирования в ЦАМО).
В составе действующей армии с 15.02.1942 по 05.04.1943, с 12.07.1943 по 13.09.1943, с 03.11.1943 по 05.06.1944, с 17.06.1944 по 01.12.1944 и с 20.12.1944 по 09.05.1945.
Была отправлена на фронт 10.02.1942 по директиве Ставки ВГК за номером 1700966, погрузка началась 13.02.1942 на станции Голутвин, находящейся в центре города Коломна. Первым со станции отправлялся эшелон с 396-м стрелковым полком. Разгружались части дивизии на станции Андреаполь, частично — Торопец, разрозненно вступали в бои. Вошла в состав оперативной группы войск Калининского фронта. 28.02.1942 года на станции Бологое понесла потери от действий авиации, начала вести встречные бои с контратакующим противником возле городов Андреаполь, Торопец, Старая Торопа, Белый. В течение марта-апреля 1942 года и частично мая 1942 вела тяжёлые бои в районе деревни Бор ныне Смоленской области. Только за период с 28.03.1942 по 15.05.1942 погибло в районе деревни Бор — 260 человек, Глинцево — 300, Гудилово — 80, Залексоновка — 400, без учёта пропавших без вести.
Из материалов сайта «Посвящается 135-й Стрелковой Дивизии и не только»
 Местный житель Пётр Бабаев рассказывал, что в одном из домов в деревне Бор располагался армейский полевой госпиталь. Вероятно, это была санчасть 497-го полка 135-й сд. Так вот, от 40 до 60 бойцов и командиров, умерших в той санчасти похоронили прямо на приусадебном участке возле дома. И хозяин подворья — Александр Имошинный после войны был вынужден проводить эксгумацию погибших по своей собственной инициативе, причём абсолютно самостоятельно 
05.07.1942 года дивизия попала в окружение в районе г. Белый, отступала в начале июля 1942 года из Белого по дороге Пушкари — Егорье,
31.07.1942 года обескровленная дивизия (из окружения вышло около 1000 человек) выведена в резерв в район Торжка, куда должна была прибыть в соответствии с директивой 12.08.1942
С 25.11.1942 в составе 39-й армии Калининского фронта принимала участие в операции «Марс», понеся потери убитыми, ранеными и пропавшими без вести только за первую неделю боёв 4324 человека.
В марте 1943 года принимала участие в Ржевско-Вяземской операции, в апреле 1943, по-видимому понеся серьёзные потери, выведена в резерв. Пополнялась и отдыхала в Калуге. 12.07.1943 года включена в состав Западного фронта, а 30.07.1943 в состав Брянского фронта.
C 20.07.1943 года принимает участие в Орловской наступательной операции, форсировала в этот же день реку Рессета, но, встретив упорное сопротивление, остановилась. На следующий день дивизии удалось овладеть деревней Моилово и перерезать дорогу Моилово—Кцынь. В ходе операции вела бои в районе Карачева.
Затем в сентябре 1943 года участвует в Брянской наступательной операции, преследуя отходящего противника, отведена в резерв.
24.10.1943 года передана в состав 1-го Украинского фронта для усиления его правого крыла, с 06.11.1943 наступала из леса южнее Дачи Пуща Водица и в направлении Белгородки, Бобрицы, Будаевки, Веты Почтовой. На 10.11.1943 преследовала противника в направлении на Котлярку, но в связи с удачной контратакой противника на 71-ю стрелковую дивизию 12.11.1943 вынуждена была оставить позиции, некоторые подразделения попали в окружение, с боями выходили из него, и дивизия перешла к обороне.
С 24.12.1943 года принимала участие в Житомирско-Бердичевской операции, продвинувшись практически до подступов к Виннице в течение второй половины января 1944 вела тяжёлые оборонительные бои, к концу января 1944 оказалась в окружении, 29.01.194 года получила приказ на выход из окружения. Затем, участвовала в Проскуровско-Черновицкой операции, в частности с 11 по 24.04.1944 года вела тяжёлые оборонительные бои в районе сел Городище, Денисов и Купчинцы (Тернопольская область)
В июне 1944 года переброшена в составе корпуса на рубеж реки Свирь, для участия в Свирско-Петрозаводской операции, однако в бой в ходе операции, как и весь корпус, не вводилась, однако была переброшена на Карельский перешеек, где приняла участие в Выборгской операции, наступая северо-восточней Выборга. По окончании операции охраняла границу СССР на Карельском перешейке от реки Вуокса до Финского залива, затем выведена в резерв и передислоцирована в Польшу по маршруту Выборг, Лихославль, Торжок, Вязьма, Брянск, Коростень, Львов, Жешув. К концу декабря 1944 года была на месте дислокации. 06.01.1945 года совершила марш к району сосредоточения.
Перед началом Сандомирско-Силезской операции находилась в районе Войкув, Глины Вельски, Воля Плавска, Тшеснь и Дурды на правом берегу реки Висла во втором эшелоне фронта. В ходе наступления армии, начавшегося 14.01.1945 также находилась во втором эшелоне, введена в бой под Краковым 18.01.1945, приняла участие в освобождении города 19.01.1945 года, также в ходе операции освободила город Хжанув 24.01.1945.
29.01.1945 подошла к Одеру и вечером 30.01.1945 года форсировала его, захватив плацдарм.
Принимала участие в Нижне-Силезской операции, действуя на вспомогательном направлении и практически не продвинувшись, с 10.02.1945 перешла к обороне, чередуя её с частными наступательными операциями, с 01.03.1945 года перешла к жёсткой обороне на западном берегу реки Одер в полосе Клагенау, одним из полков в первой линии обороны и имея два полка во втором эшелоне корпуса в районах Шейнау, Эйхроде в готовности контратаковать в направлениях Фриденау, Клагенау, Мюлленгруд, Ланглибен. С 08 по 15.03.1945 года ведёт оборонительные бои на вверенном участке.
С 15.03.1945 принимала участие в Верхне-Силезской операции, действуя в составе ударной группы армии в первый день взяла Ланглибен, затем с боями продвинулась на рубеж юго-западнее Козеля, угрожая коммуникациям.
В последние дни войны вела бои на подступах к Бреслау с целью ликвидации окружённой группировки войск противника.

## Полное название
135-я стрелковая Краковская Краснознамённая дивизия

## Состав
- 396-й стрелковый полк
- 497-й стрелковый полк
- 791-й стрелковый полк
- 276-й артиллерийский полк
- 173-й отдельный истребительно-противотанковый дивизион
- 120-я отдельная разведывательная рота
- 157-й отдельный сапёрный батальон
- 168-й отдельный батальон связи (251-я и 1436-я отдельные роты связи)
- 138-й отдельный медико-санитарный батальон
- 192-я отдельная рота химической защиты
- 119-я автотранспортная рота
- 410-я полевая хлебопекарня
- 821-й (831-й) дивизионный ветеринарный лазарет
- 1714-я полевая почтовая станция
- 1054-я полевая касса Государственного банка

## Подчинение
| Дата            | Фронт (округ)            | Армия             | Корпус (группа)         | Примечания                              |
| --------------- | ------------------------ | ----------------- | ----------------------- | --------------------------------------- |
| 01.01.1942 года | Московский военный округ | -                 | -                       | -                                       |
| 01.02.1942 года | Московский военный округ | -                 | -                       | -                                       |
| 01.03.1942 года | Калининский фронт        | -                 | -                       | -                                       |
| 01.04.1942 года | Калининский фронт        | 4-я ударная армия | -                       | -                                       |
| 01.05.1942 года | Калининский фронт        | -                 | -                       | -                                       |
| 01.06.1942 года | Калининский фронт        | 41-я армия        | -                       | -                                       |
| 01.07.1942 года | Калининский фронт        | 41-я армия        | -                       | -                                       |
| 01.08.1942 года | Калининский фронт        | -                 | -                       | -                                       |
| 01.09.1942 года | Калининский фронт        | -                 | -                       | -                                       |
| 01.10.1942 года | Калининский фронт        | -                 | -                       | -                                       |
| 01.11.1942 года | Калининский фронт        | 39-я армия        | -                       | -                                       |
| 01.12.1942 года | Калининский фронт        | 39-я армия        | -                       | -                                       |
| 01.01.1943 года | Калининский фронт        | 39-я армия        | -                       |                                         |
| 01.02.1943 года | Калининский фронт        | 39-я армия        | -                       |                                         |
| 01.03.1943 года | Калининский фронт        | 39-я армия        | -                       | -                                       |
| 01.04.1943 года | Калининский фронт        | 39-я армия        | -                       | -                                       |
| 01.05.1943 года | Резерв Ставки ВГК        | 11-я армия        | -                       | -                                       |
| 01.06.1943 года | Резерв Ставки ВГК        | 11-я армия        | -                       | -                                       |
| 01.07.1943 года | Резерв Ставки ВГК        | 11-я армия        | 53-й стрелковый корпус  | с 12.07.1943 в составе Западного фронта |
| 01.08.1943 года | Брянский фронт           | 11-я армия        | 53-й стрелковый корпус  | c 30.07.1943                            |
| 01.09.1943 года | Брянский фронт           | 11-я армия        | 53-й стрелковый корпус  | -                                       |
| 01.10.1943 года | Резерв Ставки ВГК        | 70-я армия        | 95-й стрелковый корпус  | -                                       |
| 01.11.1943 года | Резерв Ставки ВГК        | -                 | -                       | -                                       |
| 01.12.1943 года | 1-й Украинский фронт     | 38-я армия        | 21-й стрелковый корпус  | -                                       |
| 01.01.1944 года | 1-й Украинский фронт     | 38-я армия        | 21-й стрелковый корпус  | -                                       |
| 01.02.1944 года | 1-й Украинский фронт     | 38-я армия        | 21-й стрелковый корпус  | -                                       |
| 01.03.1944 года | 1-й Украинский фронт     | 38-я армия        | 106-й стрелковый корпус | -                                       |
| 01.04.1944 года | 1-й Украинский фронт     | 60-я армия        | 106-й стрелковый корпус | -                                       |
| 01.05.1944 года | 1-й Украинский фронт     | 60-я армия        | 94-й стрелковый корпус  |                                         |
| 01.06.1944 года | 1-й Украинский фронт     | 60-я армия        | 94-й стрелковый корпус  | -                                       |
| 01.07.1944 года | Карельский фронт         | 7-я армия         | 94-й стрелковый корпус  | -                                       |
| 01.08.1944 года | Ленинградский фронт      | 21-я армия        | 94-й стрелковый корпус  | -                                       |
| 01.09.1944 года | Ленинградский фронт      | 21-я армия        | 94-й стрелковый корпус  | -                                       |
| 01.10.1944 года | Ленинградский фронт      | 59-я армия        | 43-й стрелковый корпус  | -                                       |
| 01.11.1944 года | Ленинградский фронт      | 59-я армия        | 43-й стрелковый корпус  | -                                       |
| 01.12.1944 года | Ленинградский фронт      | 59-я армия        | 115-й стрелковый корпус | с 02.12.1944 — в резерве Ставки ВГК     |
| 01.01.1945 года | 1-й Украинский фронт     | 59-я армия        | 43-й стрелковый корпус  | -                                       |
| 01.02.1945 года | 1-й Украинский фронт     | 59-я армия        | -                       | -                                       |
| 01.03.1945 года | 1-й Украинский фронт     | 59-я армия        | 115-й стрелковый корпус | -                                       |
| 01.04.1945 года | 1-й Украинский фронт     | 59-я армия        | 115-й стрелковый корпус |                                         |
| 01.05.1945 года | 1-й Украинский фронт     | 6-я армия         | 22-й стрелковый корпус  | -                                       |

## Командование
Командиры
- Попов, Иосиф Иванович (23.01.1942 — 07.10.1942), полковник
- Коваленко, Василий Григорьевич (08.10.1942 — 04.01.1943), полковник
- Соснов, Александр Никитич (05.01.1943 — 15.08.1943), полковник
- Ромашин, Филипп Николаевич (21.08.1943 — 09.05.1945), полковник, с 20.04.1945 генерал-майор

Заместители командира
- Гаран, Антон Прокофьевич (??.09.1942 — 17.12.1942), полковник
- Ерошкин, Матвей Сергеевич (18.12.1942 — 09.07.1943), подполковник

Начальники штаба
- Гаран, Антон Прокофьевич (??.12.1941 — ??.09.1942), подполковник

## Награды и наименования
| Награда (наименование)             | Дата                 | За что награждена |
| ---------------------------------- | -------------------- | --- |
| Почётное наименование «Краковская» | 19 февраля 1945 года | присвоено приказом Верховного Главнокомандующего № 015 от 19 февраля 1945 года за отличие в боях за освобождение Кракова. |
| Орден Красного Знамени             | 4 июня 1945 года     | награждена указом Президиума Верховного Совета СССР от 4 июня 1945 года за образцовое выполнение заданий командования в боях с немецкими захватчиками при овладении городом Бреславль (Бреслау) и проявленные при этом доблесть и мужество. |

Награды частей дивизии:
- 396-й стрелковый Катовицкий ордена Александра Невского[3] полк
- 497-й стрелковый орденов Богдана Хмельницкого[3] и Александра Невского[4] полк
- 791-й стрелковый орденов Богдана Хмельницкого[3] и Александра Невского[4] полк

## Отличившиеся воины дивизии
| Награда | Ф. И. О.                    | Должность                                                     | Звание                  | Дата награждения                                 | Примечания |
| ------- | --------------------------- | ------------------------------------------------------------- | ----------------------- | ------------------------------------------------ | ---------- |
|         | Аксёнов, Михаил Фёдорович   | Командир миномётного расчёта 497-го стрелкового полка         | сержант                 | перенагражден орденом Славы I степени 24.10.1966 |            |
|         | Бумагин, Иосиф Романович    | командир пулемётного взвода 396-го стрелкового полка          | лейтенант               | 27.06.1945                                       | посмертно  |
|         | Волчков, Николай Яковлевич  | Командир отделения роты автоматчиков 396-го стрелкового полка | сержант                 | 27.06.1945                                       |            |
|         | Ковальчук, Фёдор Сергеевич  | Командир расчёта 76-мм пушки 396-го стрелкового полка         | сержант старший сержант | 02.05.1944 17.08.1944 10.04.1945                 |            |
|         | Мороз, Андрей Кузьмич       | Командир расчёта 45-мм пушки 791-го стрелкового полка         | старший сержант         | 27.06.1945                                       |            |
|         | Рахманов, Базар             | миномётчик 497-го стрелкового полка                           | красноармеец            | перенагражден орденом Славы I степени 10.12.1993 |            |
|         | Якимчук, Александр Иванович | командир роты 497-го стрелкового полка                        | лейтенант               | 27.06.1945                                       |            |

## Память
- Музей дивизии в Коломне.
- Братская могила в деревне Демехи Смоленской области